# アイスティースプーン

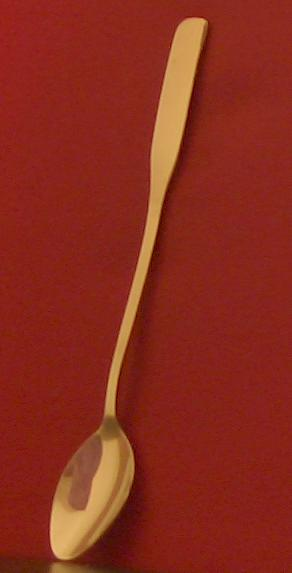
アイスティースプーン

アイスティースプーン(Iced tea spoon)またはソーダスプーン(Soda spoon)は、非常に長い柄の付いた薄いスプーンである。主にアメリカ合衆国で、伝統的に背の高いグラスで供されるアイスティーに、砂糖やその他の甘味料を溶かし混ぜる時に用いられる。これが、長い柄の付いている理由である。
また、アイスクリーム、特にフロートやサンデーを食べる時にも用いられる。これらのデザートも背の高いグラスで供されるため、柄の短いティースプーンやデザートスプーンでは不便である。